# Ausztriai Margit savoyai hercegné
Ausztriai Margit (németül: Margarete von Österreich, franciául: Marguerite d’Autriche, hollandul: Margaretha van Oostenrijk, spanyolul: Margarita de Austria; Brüsszel, Tizenhét Tartomány, 1480. január 10. – Mechelen, Brabanti Hercegség, 1530. november 30.), Habsburg-házból származó osztrák főhercegnő, I. Miksa német-római császár és Burgundi Mária egyetlen leánya, aki 1507-től Németalföld kormányzója 1530-as haláláig.
Margit főhercegnő a Francia Királyságban nevelkedett hároméves korától, amikor is 1483-ban eljegyezték a francia trónörökössel, Károly herceggel. A házassági szerződést 1491-ben felbontották, új, immáron tényleges házastársa 1497 márciusától János asztúriai herceg lett, akitől egy holtan született gyermeke jött világra. Férje még gyermekük születése előtt, 1497 októberében elhunyt. Második házassága II. Filibert savoyai herceggel szintén rövid életű volt és gyermektelen maradt. Miután fivére, I. Fülöp kasztíliai király 1506-ban elhunyt, édesapjuk, I. Miksa császár Margitra bízta annak árván maradt gyermekeinek nevelését, egyúttal 1507-ben a tizenhét tartomány kormányzását is.
A főhercegnő a 16. századi európai történelem egy meghatározó alakja, akinek nevéhez olyan jelentős események társulnak mint a Savoyai Lujza, Franciaország régensével megkötött cambrai-i békeszerződés, ami a cognaci liga háborúját zárta le. Margit végül 1530-ban hunyt el, második férje mellé temették a Savoyai Hercegségben (ma Franciaország) található Bourg-en-Bresse városban.

## Származása, ifjúsága

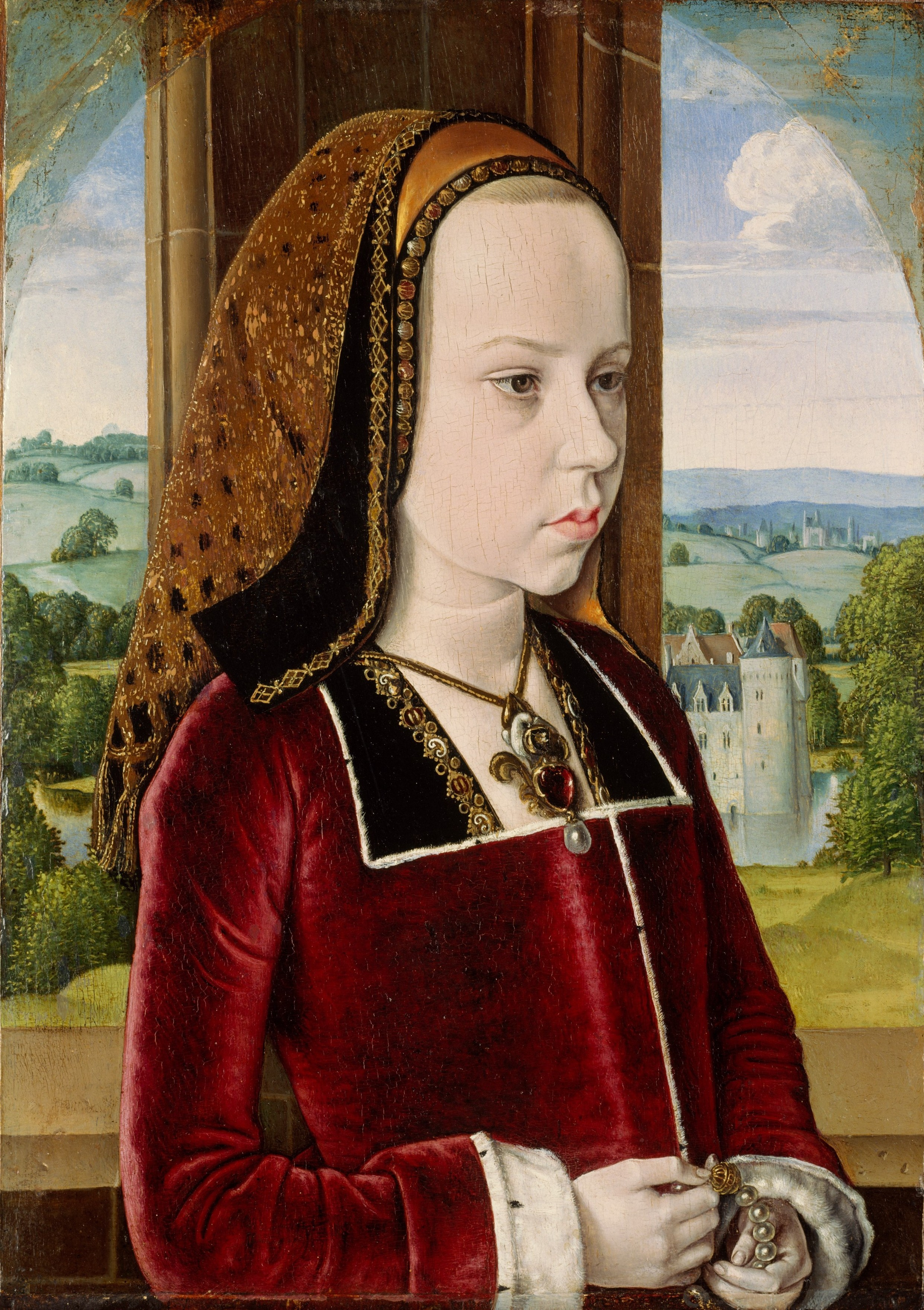
Az ifjú főhercegnő portréja 1490 körül

Margit 1480. január 10-én született Brüsszelben, a Habsburg-család tagjaként. Nevét anyai nagyapja második feleségéről, édesanyja mostohaanyjáról, Yorki Margitról kapta. Édesapja Miksa főherceg volt, aki később német király lett 1486-tól, majd német-római császár 1508-tól. Apai nagyszülei III. Frigyes német-római császár és Portugáliai Eleonóra császárné voltak. Édesanyja a Valois–Burgundi-házból való Burgundi Mária, aki Burgundia uralkodó hercegnője volt 1477-től. Anyai nagyszülei Merész Károly herceg és Bourbon Izabella grófné voltak. Margitnak szülei házasságából egyetlen felnőttkort megért testvére volt, Szép Fülöp.
A főhercegnő mindössze kétéves volt, amikor édesanyja 1482. március 27-én elhunyt. Ezt követően, 1483. június 22-én az arras-i szerződésben apja megállapodott XI. Lajos francia királlyal a Margit és a francia trónörökös, Károly herceg közti eljegyzésről, így a kis főhercegnő mindössze hároméves korától a Francia Királyságban nevelkedett. A szerződés részeként Margit az Artois-i grófságot kapta hozományként. Nem sokkal érkezését követően a király elhunyt, majd 1483. augusztus 30-án, a tizenhárom éves jegyesét megkoronázták.
Francia királynénak nevelték, nevelőnője Madame de Segré, valamint jegyesének, Károlynak nővére, Beaujeu-i Anna voltak. Bár eljegyzésük politikai indíttatású volt, Margit valódi érzéseket táplált jövőbeni hitvese iránt. 1491 őszén azonban a szerződést felbontották, Károly pedig volt anyósát, Margit apjának második feleségét, Anna, Bretagne hercegnőjét vette feleségül, szintén politikai okokból. Ugyan az eljegyzést felbontották, ám Margit csak 1493 júniusában térhetett vissza hazájába, miután azon év májusában megkötötték a senlis-i szerződést. Mivel Károly mindezalatt sértegetései céltáblájának használta a főhercegnőt, Margitban a Valois-ház iránti tartós harag alakult ki.

## Házasságai

### Asztúria hercegnéje

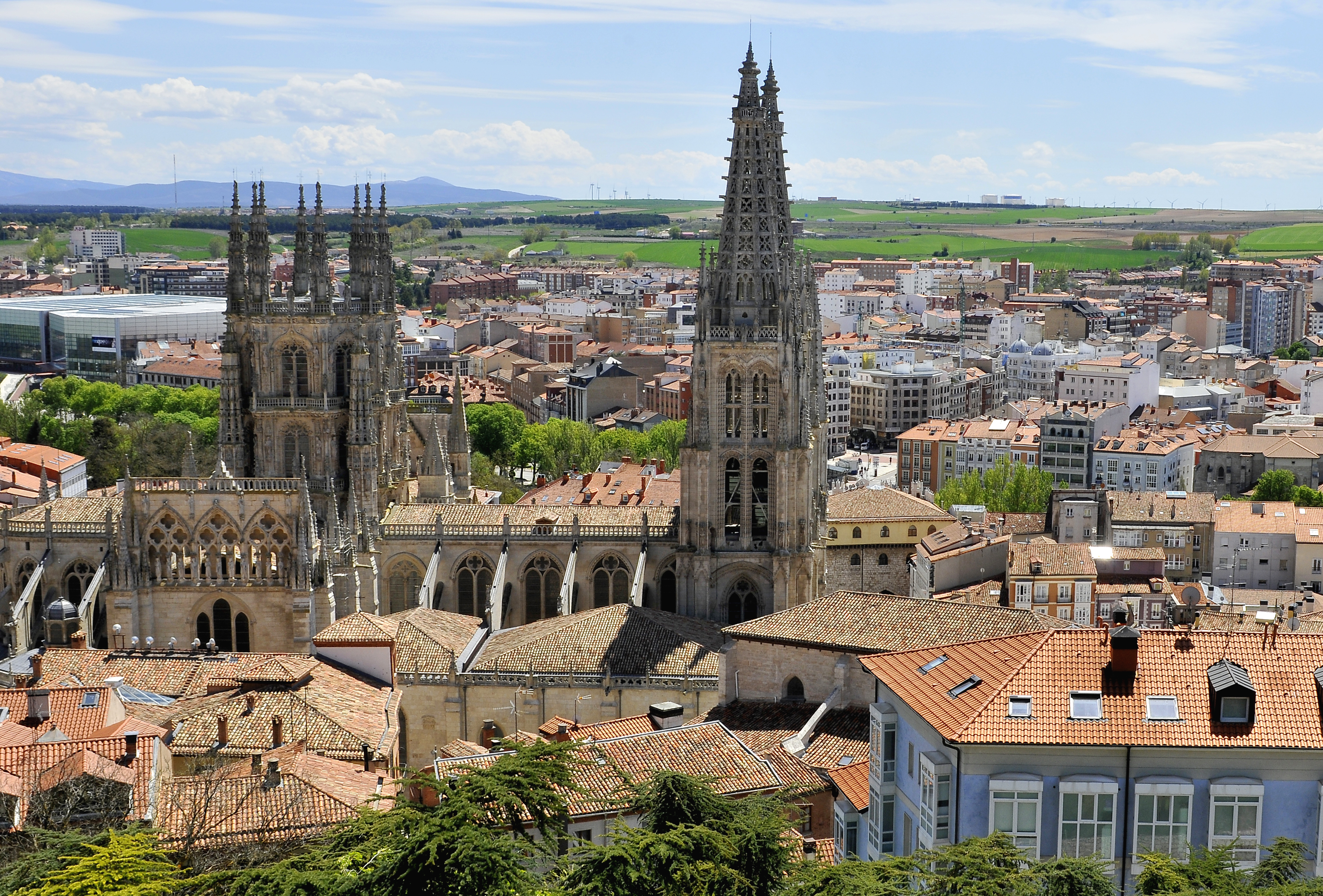
Burgos városa és az ott található Santa María-székesegyház, ahol Margit és János, Asztúria hercege egybekelt

Apja, Miksa szövetségre akart lépni a katolikus királyokkal, I. Izabella kasztíliai királynővel és II. Ferdinánd aragóniai királlyal, ezért tárgyalásokba kezdett egyetlen fiuk és örökösük, János, Asztúria hercegének Margittal való, valamint Johanna leányuk és Margit fivérének, Szép Fülöpnek kettős házasságáról. Az 1495. november 5-én sikeresen megkötött, majd 1496. január 3-án ratifikált Habsburg–Trastámara kettős házasság értelmében Fülöp és Johanna október 20-án Lille városában hivatalosan is házasságot kötöttek. Margit 1497. január 22-én indult a Kasztíliai Királyságba, ám hajója a Vizcayai-öbölben viharba keveredett, a főhercegnő halálfélelmében pedig feljegyezte saját epitáfiumát:
Itt fekszik Margit, a nemes úrhölgy,
akinek két férje is volt, de lányként halt meg.
A vihar és félelme ellenére sikeresen megérkezett Santanderbe. Jánossal való házasságkötésére végül április 3-án került sor Burgosban, a Santa María-székesegyházban. Érdekházasságuk jónak bizonyult, a herceg hamar megkedvelte Margit társaságát és jó humorérzékét. Kapcsolatuk azonban nem tarthatott sokáig, mivel hat hónappal később, 1497. október 4-én hitvese, János, feltehetően gümőkór következtében elhunyt. Margit várandós volt hitvese halálakor, ám 1498. április 2-án világra hozott koraszülött leánya már holtan született. Margit sem házasságával, sem holtan született gyermekével nem tudta betölteni az érdekházasság célját, így apja 1499 szeptemberében visszahívta Habsburg Németalföldre. Flandriában, 1500. március 7-én testvére és sógornője felkérésére részt vett unokaöccse, Károly főherceg keresztelőjén, mint annak keresztanyja.

### Savoyai hercegnéként
1501-ben Margit hozzáment II. Filibert savoyai herceghez, akinek országa, a Savoyai Hercegség fekvése okán meghatározó szereppel bírt a Habsburgok és a Valois-ak közti versengésben. Második érdekházassága is jónak bizonyult, hitvese a vadászaton kívül neki szentelte minden idejét, az államügyek iránt szinte semmilyen érdeklődést nem mutatott. Margit készségesen intézte a reá maradt kormányzást Bourg városából. Ezekről az időkről az itáliai író, Ghislaine de Boom feljegyezte: Margit tehetséges és energikus, igazi imperatív nőként jelent meg. Azonban ez a házassága is rövid ideig tartott és gyermektelen maradt. 1504-ben Filibert mellhártyagyulladásban meghalt. Margitot annyira letaglózta a gyász, hogy bánatában ki akarta vetni magát az ablakon.

## Kormányzósága
Második megözvegyülését követően bátyja, IV. Fülöp burgundiai herceg hívására visszatért Németalföldre. 1506-ban fivére Kasztíliába indult feleségével, Johannával elfoglalni az I. Izabella kasztíliai királynő halálával megüresedett trónt. 1506 januárjában Fülöp egy kis angliai kitérő okán Habsburg–Tudor hármas házassági megállapodást kötött VII. Henrik angol királlyal, amelynek Margitot érintő pontja a közte és az angol király között megvalósítandó házasságot célozta meg, de ez végül nem valósult meg Fülöp 1506 szeptemberében bekövetkezett halála miatt. 1507-ben apja, Miksa császár kinevezte az elárvult unokái gyámjává és a Spanyol-Németalföld kormányzójává, amely tisztséget két ciklusban haláláig betöltötte, és soha többé nem ment férjhez, saját gyermek nem maradt utána.
1529 júliusában Margit főhercegnő, unokaöccsének, I. Károly spanyol királynak képviseletében a flandriai Cambraiban tárgyalt volt sógornőjével, Savoyai Lujza hercegnével, Margit elhunyt férjének, II. Filibert savoyai hercegnek nővérével, I. Ferenc francia király anyjával, Franciaország régensével. A két hercegnő augusztus 5-én megkötötte cambrai-i békét (az úgynevezett „hölgyek békéjét”), amely véget vetett a cognaci liga háborújának.

## Halála

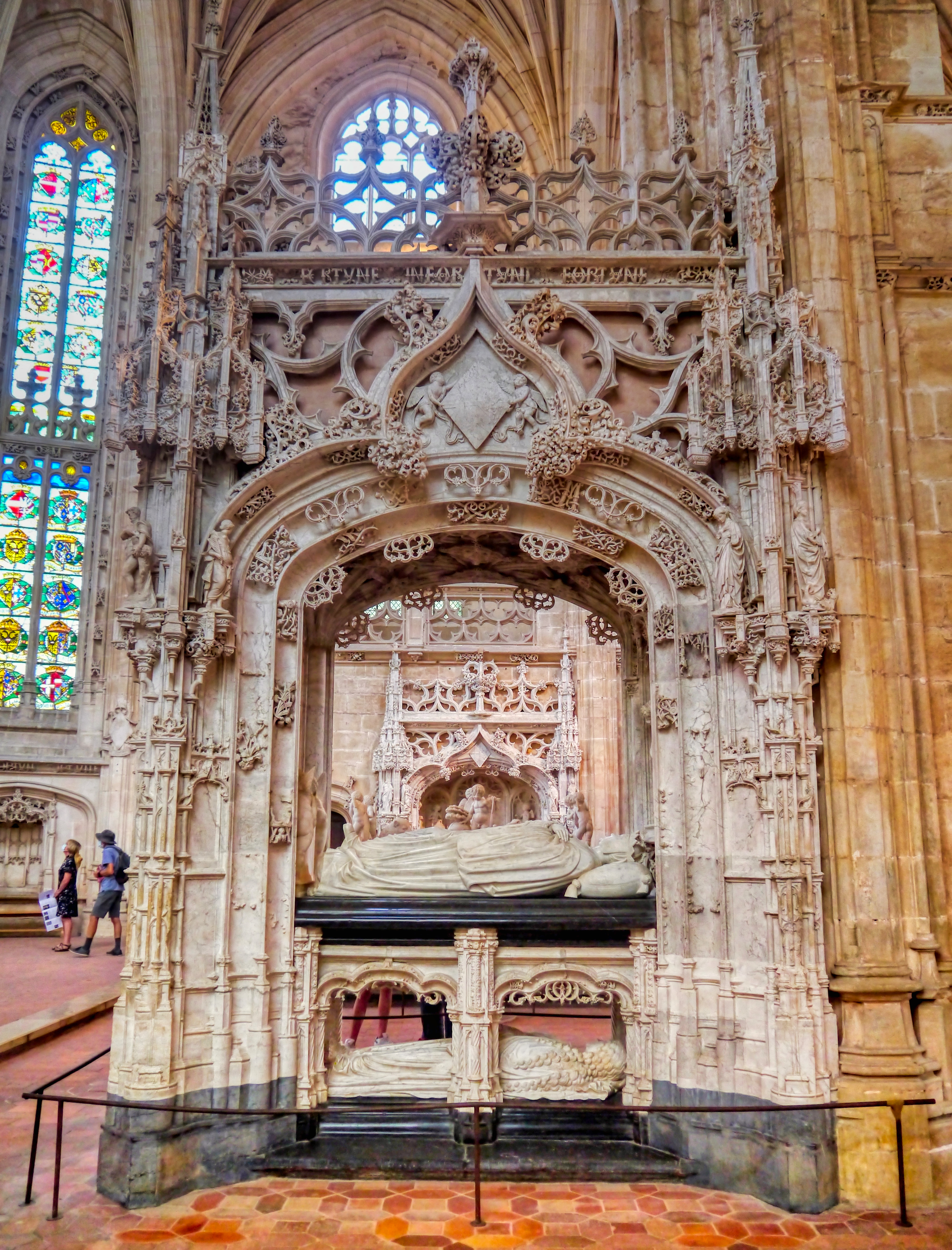
Sírhelye Bourg-en-Bresse városában (ma Franciaország)

1530. november 15-én Margit egy törött üvegre lépett. Kezdetben nem tulajdonított jelentőséget sérülésének, ám az üszkösödni kezdett és végül amputálni kellett a lábát. Örökösének unokaöccsét, V. Károly császárt nevezte meg, és egy neki írt levelében kérte a továbbiakban is a béke fenntartására Franciaországgal és Angliával. November 30-án a hozzá érkező orvosok a fájdalmának csökkentésére ópiumot adtak, ám a főhercegnő már nem élte meg a másnapot. Halálát éjfél és hajnali egy óra közé teszik.
Második férje, II. Filibert savoyai herceg mellé temették a Savoyai Hercegségben fekvő Brou kolostorában, Bourg-en-Bresse városában. A kormányzónő szobra a flandria Mechelen városában található Szent Rumbold-katedrális mellett található.

## Heraldika

Címere mint osztrák főhercegnő (1496 előtt)
Címere mint asztúriai hercegné (1496 után)
Címere mint savoyai hercegné (1501 után)
Arms Burgundia és Artois grófnőjeként (1509 után)

## Forrás
- Tamussino, Ursula: Margarete von Österreich. Diplomatin der Renaissance, Styria, Graz, 1995. ISBN 3-222-12336-5.
- Grössing, Sigrid-Maria: "Szeretett élni, szeretett szeretni". Ausztriai Margit, In: S-M. G.: A Habsburgok szerelmi krónikája (ford.: Bor Ambrus), Budapest, Magyar Könyvklub, 45–64, 1994. ISBN 963-548-134-9
- Cawley, Charles: Aragon Kings Genealogy (angol nyelven). Foundation for Medieval Genealogy. (Hozzáférés: 2015. január 24.)
- Marek, Miroslav: Habsburg Genealogy (angol nyelven). Euweb. [2012. július 16-i dátummal az eredetiből archiválva]. (Hozzáférés: 2015. január 24.)
- Marek, Miroslav: Savoy (angol nyelven). Euweb. (Hozzáférés: 2015. január 24.)

| Ausztriai Margit Habsburg-ház Született: 1480. január 10. Elhunyt: 1530. november 30. |                                                                         |                                     |
|                                                                                       |                                                                         |                                     |
| Előző William de Croÿ                                                                 | Habsburg Németalföld kormányzója 1507. március 18. – 1530. november 30. | Következő Ausztriai Mária           |
|                                                                                       |                                                                         |                                     |
| Előző Savoyai Jolán Lujza                                                             | Savoyai hercegné 1501. december 2. – 1504. szeptember 10.               | Következő Portugáliai Beatrix       |
| Előző Navarrai Blanka                                                                 | Asztúria hercegnéje 1497. április 3. – október 4.                       | Következő Portugáliai Mária Manuéla |